# John Hughes (filmskapare)
John Wilden Hughes, Jr., född 18 februari 1950 i Lansing i Michigan, död 6 augusti 2009 i New York i New York, var en amerikansk manusförfattare, filmregissör och producent.
John Hughes låg under 1980-talet bakom en rad moderna klassiker som Breakfast Club (1985) och Fira med Ferris (1986). Han avled hastigt 2009 i sviterna av en hjärtinfarkt.

## Filmografi
| År   | Titel                                     | Regissör | (Exekutiv) Producent | Manus |
| ---- | ----------------------------------------- | -------- | -------------------- | ----- |
| 1979 | Delta House (TV-serie)                    |          |                      | No    |
| 1982 | Skruvarna är lösa                         |          |                      | No    |
| 1983 | At Ease (TV-serie)                        |          |                      | No    |
| 1983 | Se upp, farsan är lös!                    |          |                      | No    |
| 1983 | Ett päron till farsa!                     |          |                      | No    |
| 1983 | Äventyrens ö                              |          |                      | No    |
| 1984 | Födelsedagen                              | No       |                      | No    |
| 1985 | Breakfast Club                            | No       | No                   | No    |
| 1985 | Ett päron till farsa på semester i Europa |          |                      | No    |
| 1985 | Drömtjejen                                | No       |                      | No    |
| 1986 | Pretty in Pink                            |          | No                   | No    |
| 1986 | Fira med Ferris                           | No       | No                   | No    |
| 1987 | Some Kind of Wonderful                    |          | No                   | No    |
| 1987 | Raka spåret till Chicago                  | No       | No                   | No    |
| 1988 | She's Having a Baby                       | No       | No                   | No    |
| 1988 | Vrålet från vildmarken                    |          | No                   | No    |
| 1989 | Uncle Buck                                | No       | No                   | No    |
| 1989 | Ett päron till farsa firar jul            |          | No                   | No    |
| 1990 | Ensam hemma                               |          | No                   | No    |
| 1991 | Drömkillen                                |          | No                   | No    |
| 1991 | Mammas gosse                              |          | No                   |       |
| 1991 | Styv i korken                             |          |                      | No    |
| 1991 | Curly Sue                                 | No       | No                   | No    |
| 1992 | Beethoven                                 |          |                      | No    |
| 1992 | Ensam hemma 2 – vilse i New York          |          | No                   | No    |
| 1993 | Dennis                                    |          | No                   | No    |
| 1994 | Baby på vift                              |          | No                   | No    |
| 1994 | Miraklet i New York                       |          | No                   | No    |
| 1996 | 101 dalmatiner                            |          | No                   | No    |
| 1997 | Flubber                                   |          |                      | No    |
| 1997 | Ensam hemma 3                             |          | No                   | No    |
| 1998 | Reach the Rock                            |          | No                   | No    |
| 2001 | Just Visiting                             |          |                      | No    |
| 2001 | New Port South                            |          | No                   |       |
| 2002 | Kärleken checkar in                       |          |                      | No    |
| 2008 | Drillbit Taylor                           |          |                      | No    |